# Charly Mottet
Charles „Charly” Mottet (ur. 16 grudnia 1962 w Valence) – francuski kolarz szosowy i torowy, srebrny medalista szosowych mistrzostw świata.

## Kariera
Największy sukces w karierze Charly Mottet osiągnął w 1986 roku, kiedy zdobył srebrny medal w wyścigu ze startu wspólnego podczas szosowych mistrzostw świata w Colorado Springs. W zawodach tych wyprzedził go jedynie Włoch Moreno Argentin, a trzecie miejsce zajął kolejny Włoch Giuseppe Saronni. Był to jednak jedyny medal wywalczony przez niego na międzynarodowej imprezie tej rangi. W tej samej konkurencji był też dziewiętnasty na rozgrywanych trzy lata później mistrzostwach świata w Chambéry. Ponadto był też drugi w wyścigu Paryż-Troyes w 1982 roku, Route du Sud i Tour de Luxembourg w 1983 roku, pierwszy w Tour de l’Avenir i drugi w Brussels Cycling Classic w 1984 roku, pierwszy w Grand Prix d'Ouverture La Marseillaise, Chrono des Nations oraz Giro del Piemonte, drugi w Paryż-Bourges i trzeci w Giro di Lombardia w 1985 roku, pierwszy w Grand Prix Eddy Merckx, drugi w Route du Sud i trzeci w Volta Ciclista a Catalunya w 1986 roku, pierwszy w Tour du Limousin i Grand Prix des Nations oraz trzeci w Quatre Jours de Dunkerque w 1987 roku, pierwszy w Giro del Lazio, Grand Prix des Nations i Giro di Lombardia, drugi w GP Ouest-France i Tour Méditerranéen oraz trzeci w Grand Prix de Wallonie w 1988 roku, pierwszy w Czterech Dniach Dunkierki i Critérium du Dauphiné, drugi w Tre Valli Varesine i Tour of Ireland oraz trzeci w Tirreno-Adriático w 1989 roku, pierwszy w Tour de Romandie i Mistrzostwach Zurychu oraz trzeci w Giro di Lombardia w 1990 roku, pierwszy w Czterech Dniach Dunkierki oraz trzeci w Giro dell’Emilia i Critérium International w 1991 roku, wygrał Critérium du Dauphiné i Coppa Bernocchi w 1992 roku, a rok później zwyciężył w Tour du Limousin i Tour Méditerranéen, był drugi w Mistrzostwach Zurychu oraz trzeci w Étoile de Bessèges.
Wielokrotnie startował w Tour de France, łącznie wygrywając cztery etapy. Najlepszy wynik osiągnął w latach 1987 i 1991, kiedy zajmował czwarte miejsce w klasyfikacji generalnej. Podczas Tour de France 1987 nosił przez 7 dni żółtą koszulkę lidera. W latach 1984 i 1990 wygrywał po jednym etapie Giro d’Italia, przy czym w 1984 roku był najlepszy w klasyfikacji młodzieżowej, a w 1990 roku był drugi w klasyfikacji generalnej. W 1986 roku wziął udział w Vuelta a España wygrywając dwa etapy i zajmując 22. pozycję w klasyfikacji generalnej.
Mottet jako amator odniósł łącznie 45 zwycięstw a jako zawodowiec - 65. W sezonie 1989 był (z przerwami) liderem rankingu UCI. Nigdy nie wystąpił na igrzyskach olimpijskich. Startował także w kolarstwie torowym, ale bez większych sukcesów. W 1994 roku zakończył karierę.

## Ważniejsze zwycięstwa
- Tour de l’Avenir (1984)
- Critérium du Dauphiné Libéré (1987, 1989, 1992)
- Grand Prix des Nations (1985, 1987, 1988)
- Quatre Jours de Dunkerque (1989, 1991)
- Tour de Romandie (1990)
- Züri Metzgete (1990)
- Giro di Lombardia (1988)
- 15. etap Tour de France 1990
- 10. i 11. etap Tour de France 1991

## Drużyny
- Renault-Elf (1983-1985)
- Système U (1986-1988)
- R.M.O. (1989-1992)
- Novemail - Histor (1993-94)